# Дивина банатська
Дивина банатська (Verbascum banaticum) — вид квіткових рослин родини ранникових (Scrophulariaceae).

## Біоморфологічна характеристика
Це дворічна рослина. Рослина 50–200 см. Прикореневі листки з ніжками, біля основи перистороздільні чи принаймні виїмчасто-лопатеві, верхні сидячі, яйцювато-серцеподібні чи серцеві, коротко загострені, зубчасті. Суцвіття гіллясте, нещільне, з китицями з 1–6 квіток. Чашечка 2.5–4 мм, частки лінійно-ланцетні. Віночок жовтий, 15–22 мм ушир. Тичинок 5. Коробочка від еліпсоїдної до кулястої, 3–4.5 × 2.5–3 мм, зірчасто-повистчаста, гола.

## Поширення
Албанія, Болгарія, Греція, Румунія, Туреччина в Європі, Україна, Сербія і Косово.
В Україні вид зростає прирічних пісках — у Степу, на Одещині (Кілійський р-н, м. Вилкове, гирло Дунаю) та Херсонській областях (Голопристанський р-н, м. Гола Пристань, с. Збур'ївка; м. Цюрупинськ).